# 村田真哉
村田真哉（？—），是日本的漫畫家、漫畫原作者，出身自埼玉縣埼玉市。

## 作品列表
DIABOLICA
於半月刊《YOUNG GANGAN》上連載。2005年3號、9號，共2話。
JACKALS
於半月刊《YOUNG GANGAN》上連載，史克威爾艾尼克斯發行。2005年 - 2008年，由金炳進作畫，共7卷。
ARACHNID
於月刊《GANGAN JOKER》上連載，史克威爾艾尼克斯發行。2009年12月號 - 2016年1月號，由作畫，共14卷。
CATERPILLAR
於半月刊《YOUNG GANGAN》上連載，史克威爾艾尼克斯發行。2012年6號 - 2013年9號。因作畫的於2013年4月突然逝世而暫時停載。2014年1月4日宣布恢復連載，由速水時貞作畫，於2014年3號開始恢復連載。共11卷。
機甲聖女（Vaia`n Maiden）
於月刊《Champion RED》上連載，秋田書店發行。2013年1月號 - 6月號，由作畫，目前連載中斷。已推出1卷。
牙鬥獸娘（Killing Bites）
於《月刊Hero's》上連載，小學館發行。2014年1月號 - 連載中，由作畫。已推出25卷。
給與魔女的鐵鎚
於月刊《GANGAN JOKER》上連載，史克威爾艾尼克斯發行。2014年4月號 - 2015年9月號，由檜山大輔作畫。共3卷。
BLATTODEA
於月刊《GANGAN JOKER》上連載，史克威爾艾尼克斯發行。2020年2月號 - 連載中，由速水時貞作畫。

## 資料來源
1. ↑  2013年9号発売後に作画担当の匣咲いすかが死去。今後の連載に関しては未定。

## 外部連結
- JON/comic （页面存档备份，存于）
- 村田真哉的X（前Twitter）